# (613412) 2006 HV122
(613412) 2006 HV122 est un transneptunien de magnitude absolue 7,0.
Son diamètre est estimé à 171 km à 265 km suivant l'albédo retenu.